# Lucian Popescu
Lucian Popescu (n. 12 ianuarie 1912, București – d. 9 decembrie 1982) a fost un boxer român care a câștigat titlul european la trei categorii diferite: muscă (împotriva lui Kid Oliva pe 7 iunie 1930 și o alta în 1931), pană și cocoș în 1939. Poreclit „băiatul de ciocolată”, este considerat a fi cel mai bun boxer român din perioada interbelică.
După retragere a antrenat la clubul „Progresul”.

## Rezultate în boxul profesionist
| 49 de victorii (13 prin KO, 36 la puncte), 13 înfrângeri (4 prin KO, 9 la puncte), 13 remize, 1 luptă nedisputată |          |                         |      |         |            |                                                 |                                                      |
| Result | Record   | Opponent                | Type | Round   | Date       | Location                                        | Notes                                                |
| Înfrângere | 1-0-1    | Petre Brătescu          | RTD  |         | 1945-07-15 | România                                         |                                                      |
| Remiză | 1-0      | Petre Brătescu          | PTS  |         | 1945-04-28 | România                                         |                                                      |
| Victorie | 6-4-4    | Gheorghe Popescu        | PTS  |         | 1945-04-15 | România                                         |                                                      |
| Victorie | 24-14-6  | Ion Sandu               | PTS  | 12 (12) | 1943-08-09 | București, România                              | A câștigat titlul României la categoria ușoară.      |
| Înfrângere | 60-3-4   | Gino Bondavalli         | PTS  | 15 (15) | 1942-05-31 | Reggio Emilia, Italia                           | Pentru titlul EBU (European) la categoria pană.      |
| Remiză | 0-1      | Constantin David        | PTS  | 12 (12) | 1942-04-26 | România                                         |                                                      |
| Înfrângere | 0-0      | Constantin David        | PTS  | 10 (10) | 1942-03-08 | România                                         |                                                      |
| Înfrângere | 49-18-8  | Ernst Weiss             | PTS  | 15 (15) | 1941-05-30 | Engelmann Arena, Viena, Austria                 | Pentru titlul EBU (European) la categoria pană.      |
| Victorie | 24-13-6  | Ion Sandu               | PTS  | 10 (10) | 1941-05-24 | București, România                              |                                                      |
| Victorie | 9-6-4    | Stefan Eisenreich       | PTS  | 10 (10) | 1940-10-05 | Belgrad, Serbia                                 |                                                      |
| Victorie | 55-21-10 | Gino Cattaneo           | PTS  | 10 (10) | 1939-07-01 | București, România                              |                                                      |
| Victorie | 32-12-6  | Phil Dolhem             | PTS  | 15 (15) | 1939-06-03 | Arenel Romane, București, România               | A câștigat titlul EBU (European) la categoria pană.  |
| Victorie | 0-0      | Tommy Carr              | PTS  | 8 (8)   | 1938-01-27 | Eldorado Stadium, Edinburgh-Leith, Regatul Unit |                                                      |
| Înfrângere | 32-5     | Housine Caid            | PTS  | 10 (10) | 1938-12-08 | Salle Wagram, Paris, Franța                     |                                                      |
| Remiză | 2-3-2    | Gheorghe Popescu        | PTS  | 10 (10) | 1938-07-16 | București, România                              |                                                      |
| Remiză | 16-4-3   | Rene Taysse             | PTS  | 10 (10) | 1938-01-07 | Élysée Montmartre, Paris, Franța                |                                                      |
| Victorie | 6-1-3    | Vasile Stoian           | PTS  |         | 1938-01-01 | România                                         |                                                      |
| Remiză | 0-0      | Pachi Martinez          | PTS  |         | 1937-10-22 |                                                 |                                                      |
| Remiză | 1-2-0    | Gheorghe Popescu        | PTS  |         | 1936-09-04 | România                                         |                                                      |
| NC | 4-3-4    | Vince Dell'Orto         | NC   |         | 1936-07-26 | București, România                              |                                                      |
| Victorie | 0-5-3    | Ion Mihail              | KO   | 3 (10)  | 1936-06-06 | București, România                              | A câștigat titlul României la categoria pană.        |
| Înfrângere | 4-3-1    | Achille Wimme           | PTS  | 10 (10) | 1935-05-25 | Arenele Romane, București, România              |                                                      |
| Înfrângere | 7-3-5    | Aurel Toma              | PTS  | 10 (10) | 1935-05-15 | Arenele Romane, București, România              |                                                      |
| Victorie | 0-0      | Gheorghe Popescu        | PTS  | 10 (10) | 1934-08-23 | Ploiești, România                               | A câștigat titlul României la categoria pană.        |
| Victorie | 1-6-3    | Mielu Marinescu         | PTS  | 10 (10) | 1934-07-21 | Arenele Romane, București, România              |                                                      |
| Victorie | 0-1-1    | Traian Dumitrescu       | PTS  | 10 (10) | 1934-07-18 | Stadion Dragoș Vodă, București, România         |                                                      |
| Înfrângere | 89-6-2   | Jose Girones            | KO   | 7 (15)  | 1933-11-22 | Teatro Circo Olympia, Barcelona, Spania         | Pentru titlul EBU (European) la categoria pană.      |
| Victorie | 12-1-5   | Richard Stegemann       | PTS  | 10 (10) | 1933-09-01 | Arenele Romane, București, România              |                                                      |
| Victorie | 4-5-4    | Gheorghe Stamate        | PTS  | 10 (10) | 1933-06-24 | Arenele Romane, București, România              |                                                      |
| Victorie | 11-5-10  | Wilhelm Bartneck        | PTS  | 10 (10) | 1933-05-09 | Arenele Romane, București, România              |                                                      |
| Victorie | 1-4      | Mihail Covaci           | RTD  | 10 (10) | 1933-03-31 | București, România                              |                                                      |
| Înfrângere | 44-23-10 | Nicolas Petit-Biquet    | PTS  | 10 (10) | 1933-02-25 | Palais des Sports, Bruxelles, Belgia            |                                                      |
| Înfrângere | 41-11-11 | Guy Bonaugure           | PTS  | 10 (10) | 1933-01-07 | Paris-Ring, Paris, Franța                       |                                                      |
| Remiză | 12-3-6   | Hans Schiller           | PTS  | 10 (10) | 1932-11-18 | București, România                              |                                                      |
| Remiză | 1-3-2    | Nelu Oprescu            | PTS  | 10 (10) | 1932-09-24 | Arenele Romane, București, România              | Pentru titlul României la categoria pană.            |
| Victorie | 9-7-7    | Josef Pospischil        | KO   | 5 (10)  | 1932-07-30 | București, România                              |                                                      |
| Victorie | 4-4-4    | Gheorghe Stamate        | RTD  | 7 (10)  | 1932-07-23 | Arenele Romane, București, România              | A câștigat titlul României la categoria pană.        |
| Remiză | 21-12-6  | Johnny Alphonse Edwards | PTS  | 10 (10) | 1932-06-19 | București, România                              |                                                      |
| Victorie | 0-2      | Marin Plaeșu            | PTS  | 10 (10) | 1932-06-04 | Arenele Romane, București, România              |                                                      |
| Victorie | 15-6-6   | Georg Pfitzner          | KO   | 2 (10)  | 1932-05-21 | Arenele Romane, București, România              |                                                      |
| Remiză | 9-7-1    | Mielu Doculescu         | PTS  | 10 (10) | 1932-05-11 | București, România                              |                                                      |
| Victorie | 9-6-1    | Mielu Doculescu         | PTS  | 10 (10) | 1932-04-24 | Arenele Romane, București, România              |                                                      |
| Înfrângere | 40-14-5  | Domenico Bernasconi     | KO   | 5 (15)  | 1932-03-19 | Milan, Italia                                   | Pentru titlul EBU (European) la categoria cocoș.     |
| Înfrângere | 42-15-4  | Eugène Huat             | RTD  | 5 (10)  | 1932-02-08 | Palais des Sports, Paris, Franța                |                                                      |
| Victorie | 4-3-2    | Gheorghe Stamate        | PTS  |         | 1932-01-07 | România                                         |                                                      |
| Victorie | 35-14-10 | Julien Pannecoucke      | KO   | 4 (10)  | 1931-12-21 | Palais des Sports, Paris, Franța                |                                                      |
| Victorie | 41-6-3   | Carlos Flix             | PTS  | 15 (15) | 1931-09-19 | Arenele Romane, București, România              | A câștigat titlul EBU (European) la categoria cocoș. |
| Victorie | 4-2-2    | Gheorghe Stamate        | PTS  | 10 (10) | 1931-08-29 | Arenele Romane, București, România              |                                                      |
| Victorie | 18-6-5   | Emile Degand            | PTS  | 10 (10) | 1931-07-11 | Arenele Romane, București, România              |                                                      |
| Victorie | 40-15-6  | Nicolas Petit-Biquet    | PTS  | 10 (10) | 1931-06-06 | Arenele Romane, București, România              |                                                      |
| Victorie | 12-2-4   | Georg Pfitzner          | KO   | 2 (10)  | 1931-05-21 | București, România                              |                                                      |
| Înfrângere | 43-8-5   | Jackie Brown            | PTS  | 15 (15) | 1931-05-04 | Kings Hall, Manchester, Regatul Unit            | Pentru titlul EBU (European) la categoria muscă.     |
| Victorie | 43-16-8  | Francois Biron          | PTS  | 10 (10) | 1931-04-13 | București, România                              |                                                      |
| Victorie | 4-1-2    | Gheorghe Stamate        | RTD  | 1 (12)  | 1931-02-14 | Sidoli Circus, București, România               |                                                      |
| Victorie | 9-1-1    | Carlo Cavagnoli         | PTS  | 10 (10) | 1930-11-15 | Sidoli Circus, București, România               |                                                      |
| Victorie | 20-1-1   | Valentin Angelmann      | PTS  | 10 (10) | 1930-10-18 | Sidoli Circus, București, România               |                                                      |
| Victorie | 33-18-11 | Rene Chalenge           | PTS  | 15 (15) | 1930-08-16 | Arenele Romane, București, România              | A păstrat titlul EBU (European) la categoria muscă.  |
| Victorie | 32-4-2   | Kid Oliva               | RTD  | 10 (15) | 1930-06-07 | Ramcomit Hall, București, România               | A câștigat titlul EBU (European) la categoria muscă. |
| Victorie | 0-0      | Gheorghe Begheș         | KO   | 2 (8)   | 1930-04-12 | Sidoli Circus, București, România               |                                                      |
| Remiză | 4-0-1    | Gheorghe Stamate        | PTS  | 10 (10) | 1930-02-22 | București, România                              |                                                      |
| Înfrângere | 3-0-1    | Gheorghe Stamate        | PTS  | 10 (10) | 1929-12-14 | București, România                              | Pentru titlul României la categoria cocoș.           |
| Victorie | 15-37-7  | Rene Gabes              | PTS  |         | 1929-11-17 | București, România                              |                                                      |
| Victorie | 30-13-10 | Rene Chalange           | PTS  | 10 (10) | 1929-09-29 | Sidoli Circus, București, România               |                                                      |
| Remiză | 15-33-6  | Rene Gabes              | PTS  | 10 (10) | 1929-08-10 | Central Sporting Club, Paris, Franța            |                                                      |
| Remiză | 1-0      | Gheorghe Stamate        | PTS  | 10 (10) | 1929-08    | București, România                              |                                                      |
| Victorie | 0-0-1    | Werner Hermansson       | PTS  | 6 (6)   | 1929-05-09 | București, România                              |                                                      |
| Victorie | 2-3      | Mielu Doculescu         | PTS  | 3 (3)   | 1929-04-27 | București, România                              |                                                      |
| Victorie | 1-2      | Mielu Doculescu         | PTS  | 3 (3)   | 1929-02-08 | București, România                              |                                                      |
| Victorie | 1-1      | Dumitru Ivan            | PTS  | 3 (3)   | 1929-02-02 | București, România                              |                                                      |
| Victorie | 1-1      | Mielu Doculescu         | PTS  | 3 (3)   | 1928-12-15 | București, România                              |                                                      |
| Victorie | 0-1      | Marin Plaeșu            | PTS  | 3 (3)   | 1928-12-05 | România                                         | A câștigat titlul României la categoria muscă.       |
| Victorie | 0-0      | Gheoghe Gabor           | RTD  | 3 (6)   | 1928-11-14 | București, România                              |                                                      |
| Victorie | 0-1      | Nelu Oprescu            | RTD  | 2 (6)   | 1928-05-09 | București, România                              |                                                      |
| Victorie | 0-0      | Ion Bondac              | PTS  | 6 (6)   | 1928-02-02 | București, România                              |                                                      |
| Victorie | 0-1      | Dumitru Popa            | KO   | 1 (6)   | 1928-01-13 | București, România                              |                                                      |
| Victorie | 0-0      | Nelu Oprescu            | PTS  | 6 (6)   | 1927-12-23 | București, România                              |                                                      |

## Premii
- „Premiul național al sporturilor”[5]
- „Antrenor emerit”

## Legături externe
- Lucian Popescu la boxrec.com
- Manny Pacquaio al României. Lucian Popescu a fost campion european la trei categorii de greutate Arhivat în 15 iulie 2015, la Wayback Machine. la alinhuiu.ro